# Armadillidium nasatum
Armadillidium nasatum är en kräftdjursart som beskrevs av Gustav Budde-Lund 1885. Armadillidium nasatum ingår i släktet Armadillidium och familjen klotgråsuggor. Arten är reproducerande i Sverige.

## Underarter
Arten delas in i följande underarter:
- A. n. nasatum
- A. n. nigrescens
- A. n. saidovni
- A. n. mehelyi
- A. n. flava